# BRI
BRI (англ. basic rate interface) — обеспечивает пользователю предоставление двух цифровых каналов (ОЦК) по 64 кбит/с (канал B) и однополосный канал сигнализации D со скоростью передачи данных 16 кбит/с. Таким образом, максимальная скорость передачи в интерфейсе BRI (2B+D) составляет Rбmax=128+16=144 кбит/с
Наиболее распространённый тип сигнализации — DSS1 (Euro ISDN).
Используется два магистральных режима портов BRI относительно станции или телефонов — S/ТЕ и NT. Режим S/ТЕ — порт эмулирует работу ISDN телефона, режим NT — эмулирует работу станции. Отдельное дополнение — использование ISDN телефона с дополнительным питанием в этом режиме, так как стандартно не все порты (и карты HFC) дают питание по ISDN шлейфу — англ. inline power.
Каждый из двух режимов может быть «точка-множество» англ. point-to-multi-point (PTMP) он же MSN, или «точка-точка» англ. point-to-point (PTP).
В первом режиме для поиска адресата назначения на шлейфе используются номера MSN, которые, как правило, совпадают с выделенными провайдером телефонии городскими номерами. Провайдер должен сообщить передаваемые им МSN. Иногда провайдер использует так называемые «технические номера» — промежуточные MSN.
Во втором режиме BRI порты могут объединяться в транк — условную магистраль, по которой передаваемые номера могут использоваться в многоканальном режиме.

## Физические интерфейсы
ISDN технология использует три основных типа интерфейса BRI: U, S и T.
- U — одна витая пара (одна пара), проложенная от коммутатора до абонента, работающая в полном или полудуплексе. К U-интерфейсу можно подключить только 1 устройство, называемое NT-1 (или NT-2) Network Termination — сетевое окончание.

- S/T интерфейс (S0). Используется две пары проводов (прием/передача). Может быть обжата как в RJ-45 так и в RJ-11 гнездо/кабель.  К гнезду S/T интерфейса можно подключить одним кабелем (шлейфом) по принципу шины до 8 ISDN устройств — телефонов, модемов, факсов, называемых TE1 (Terminal Equipment 1). Каждое устройство слушает запросы в шине и отвечает на привязанный к нему MSN.

- NT-1, NT-2 — Network Termination, сетевое окончание. Преобразовывает одну пару U в один (NT-1) или два (NT-2) 2-х парных S/T интерфейса (с раздельными парами для приёма и передачи). По сути S и T это одинаковые с виду интерфейсы, разница в том, что по S интерфейсу можно подать питание для TE устройств, телефонов например, а по T — нет. Большинство NT-1 и NT-2 преобразователей умеют и то и другое, поэтому интерфейсы чаще всего называют S/T.